# 앤드리아 베이커
앤드리아 베이커(영어: Andrea Baker, 1970년 7월 7일 ~ ) 또는 앤드리아 테일러(Andrea Taylor)는 미국의 성우, 배우이다. 게임 《얼티밋 스파이더맨》에서 메리 제인 왓슨 역을 맡았다.